# مراد أبو الرب
مراد رضا أبو الرُب (1980-) هو أسير فلسطيني من بلدة جلبون شرق مدينة جنين المحتلة، ومعتقل منذ عام 2006، حُكم عليه بالسجن مدى الحياة بتهمة قيامه بالعمل المسلح ضد قوات جيش الإحتلال الإسرائيلي عقب أحداث الإنتفاضة الفلسطينية الثانية.

## دراسته
التحق مراد بكلية الفنون في جامعة النجاح الوطنية، وأدرجه الإحتلال في الإنتفاضة الثانية على قوائم المطلوبين بعد انتسابه لكتائب شهداء الأقصى، وتخرج من جامعة النجاح الوطنية وحصل على درجة البكالوريوس في تخصص الفنون والديكور قبل شهر من اعتقاله تقريبًا، وفي السجن أكمل تعليمه وحصل على درجة الماجستير في العلوم السياسية والإدارة، وباشر بالإشراف على دورات علمية وبرامج تدريسية لطلبة الثانوية العامة والجامعة من الأسرى، وأصبح محاضرًا للأسرى بعد حصوله على شهادة الماجستير.

## اعتقاله
اعتقلته قوات الإحتلال الإسرائيلي عند الساعة الثانية فجرا بتاريخ 31 أغسطس 2006، أثناء تواجده في بلدة العيزرية قرب القدس المحتلة بعد مطاردة استمرت 4 سنين، وجرى اقتياده إلي التحقيق في زنازين المسكوبية، ونُقل إلى مسلخ "بتاح تكفا" العسكري واستمر عزله والتحقيق معه لشهور، إلى أنْ قضت المحكمة العسكرية في سالم عليه بالسجن مدة أربعة مؤبدات بعد عامين من المحاكمة بدعوى اشتراكه في عمليات مسلحة ضد الإحتلال والمستوطنين.